# Schrammacher
Der Schrammacher ist nach dem Olperer mit 3410 m ü. A. der zweithöchste Gipfel des Tuxer Kammes innerhalb der Zillertaler Alpen, im österreichischen Bundesland Tirol. Durch seine markante Form einer symmetrischen Pyramide und einer hohen Plattenwand nach Nordwesten dominiert er seine Umgebung.

## Erstbesteigung
Die Erstbesteigung des Schrammachers erfolgte am 19. August 1847 durch Peter Karl Thurwieser in Begleitung der einheimischen Bergführer Georg Lechner und Jakob Huber. In einigen Veröffentlichungen wird fälschlicherweise die 27 Jahre später erfolgte Besteigung von Moritz von Déchy (14. Juli 1874) als Erstbesteigung geführt.

## Lage und Umgebung
Der Schrammacher liegt knapp vier Kilometer Luftlinie nordnordwestlich des Pfitscher Jochs, das die Staatsgrenze zwischen Italien und Österreich markiert, und ebenfalls vier Kilometer westlich des Schlegeisspeichers. Benachbarte Gipfel sind im Norden, von der Alpeiner Scharte getrennt, Fußstein mit 3380 m Höhe, Olperer mit 3476 m Höhe und im Westen die Sagwandspitze mit 3227 m Höhe. Im Osten fällt er zum Zamser Grund hin ab, im Westen überragt der Schrammacher den Talschluss des Valser Tals mit einer mehrere hundert Meter hohen steilen, plattigen Felswand.

## Stützpunkte und Routen
Der Normalweg, auch der Weg der Erstersteiger, führt vom Pfitscher-Joch-Haus auf 2248 m Höhe aus über den westlichen Rand des Gletschers Stampflkees nordnordöstlich Richtung Oberschrammacherscharte. Dann über den Südgrat in, laut Literatur, wenig bis mäßig schwieriger Kletterei (UIAA I bis II) zum Gipfel in gut fünf Stunden. Weitere Stützpunkte sind die Olpererhütte (2388 m, westlich oberhalb des Schlegeisspeichers) und die Geraer Hütte (2326 m) am Ende des Valsertals. Die Wege von hier aus sind nicht unter sechs Stunden zu bewältigen, und es besteht eine erhöhte Steinschlaggefahr unterhalb der Schrammacherwände.